# Tri par cartes
Le tri par cartes est une méthode utilisée en ergonomie informatique (voir aussi Conception centrée sur l'utilisateur) où un groupe de participants experts ou utilisateurs d'un produit de type logiciel ou site web, est accompagné dans la classification de termes. Cette démarche a pour but de concevoir l'architecture de l'information de l'application informatique. Par exemple : 
- l'arborescence des rubriques d'un site web ;
- la structure des menus ;
- l'organisation des fonctionnalités d'un logiciel.

Au début du tri par cartes, les participants doivent identifier les termes, concepts, mots-clés, actions, etc. liés au produit et aux tâches qu'ils souhaitent réaliser. Ils sont ensuite retranscrits sur des cartes ou des post-it pour être triés puis classifiés.
Cette démarche est classiquement mise en œuvre au début de la phase de conception car elle permet de construire la structure de base sur laquelle s’appuie l’interface à la fois en ce qui concerne l’organisation et la terminologie. Comme pour d'autres méthodes en ergonomie informatique (ex: Test utilisateur, Persona), les participants doivent représenter le cœur de cible du logiciel ou du site web selon des critères propres à l’application, généralement de nature démographique (ex: âge, catégorie socioprofessionnelle, expérience du domaine, etc.).
Le tri par cartes est considéré comme une des méthodes les plus efficaces pour construire une organisation du contenu de l’application dans laquelle l’utilisateur retrouve facilement les informations qu’il cherche. Les sites ainsi réalisés sont particulièrement bien compris des utilisateurs et très peu de problèmes de navigation sont observés.
L’intérêt du tri par carte n’est pas seulement d’identifier la manière dont les utilisateurs vont organiser le contenu informatif de l’application. S’appuyant uniquement sur une représentation textuelle de l’interface, il permet aussi de se focaliser directement sur la représentation mentale que les utilisateurs se font de l’application.
De ce fait, le tri par carte est un excellent moyen pour définir le langage de l’interface. Il garantit que l’interface « parle » le langage de l’utilisateur et permet ainsi de faciliter notablement l’utilisation de l’application.

## Démarche
Le tri par cartes peut être conduit individuellement ou en groupe (voir aussi le focus groupe) et conduit par un ergonome, facilitateur de la séance. En pratique, le tri individuel fournit des résultats plus riches et plus précis que le tri collectif qui peut être biaisé par l’effet de groupe. Cependant, en veillant à ce que tous les participants s’expriment spontanément et que chaque groupe soit composé de manière homogène, les résultats d’un tri en groupe sont quasiment similaires à ceux obtenus par une série de tris individuels. L’intérêt de mener le tri en groupe est d’aboutir plus rapidement à des résultats car les sessions sont moins nombreuses.
Selon la manière de mettre en œuvre le tri par cartes, les spécialistes s'accordent sur huit à dix sessions individuelles et deux à trois sessions en groupe avec au maximum cinq participants.

### Préparation
Inventaire des contenus : Dans un premier temps, l'ergonome prend connaissance du logiciel ou du site web existant ou des spécifications du futur produit ou encore de l'expression de besoins formulée. Autrement, une phase préparatoire d'entretiens ou de focus groupe sera nécessaire.
Entretiens : Des entretiens individuels permettent d’échanger des vues sur l’état de la situation et les besoins des utilisateurs et de définir les contenus à créer ou à supprimer. Ces entretiens individuels sont réalisés afin de :
- prendre connaissance du métier et du contexte de travail des utilisateurs ;
- recueillir les attentes et besoins des utilisateurs vis-à-vis de l’application ;
- obtenir un maximum de données afin de diriger la conception de la nouvelle application.

Le jeu de cartes : à l'issue des entretiens, une analyse des entretiens permet de faire ressortir l'ensemble des besoins et fonctionnalités à prendre en compte dans le futur produit. Ces différents termes, mots-clés et actions sont liés aux objectifs d'utilisation que devra couvrir le site web ou le logiciel.
Les cartes doivent être de préférence de la taille d’une grande carte de visite (si possible cartonnées pour faciliter les manipulations). Chacune symbolise une information présente dans le site ou un module fonctionnel du logiciel. Elle est composée d'un titre (un ou deux mots-clés) rapide à lire et à comprendre, et d'une ou deux phrases décrivant plus en détail l’information en question. Ce texte descriptif doit être rédigé avec soin afin de ne pas induire de regroupement lorsqu’il est lu par les participants. Dans certains cas, il peut être intéressant d’accompagner le texte d’une image, par exemple celle du produit concerné lorsqu’il s’agit d’un site commercial.
Il est recommandé de ne pas dépasser les 50-60 cartes, car le tri risque d'être faussé par la difficulté à prendre en considération l'ensemble des cartes. Au-delà, il est préférable de travailler dans un premier temps sur les grandes rubriques du site, chaque carte représentant un ensemble de pages relatives à un thème donné, puis de structurer l'intérieur de chaque thème par une nouvelle série de tris.

### Atelier de tri
L'atelier de tri, réalisé individuellement ou en groupe, est effectué en 3 étapes : validation des libellés, regroupement et dénomination des groupes. Après avoir présenté les objectifs de la séance, l’animateur distribue aléatoirement les cartes sur une table. 
1. Validation des libellés : il est demandé aux participants de relire chacune des cartes et de vérifier que le titre qui leur a été attribué leur paraît cohérent avec le contenu tel qu’il est présenté dans le texte descriptif situé en dessous. Si ce n’est pas le cas, les participants peuvent modifier le titre de la carte en employant un libellé qui leur semble mieux adapté.
2. Le regroupement : l’animateur demande aux participants de regrouper les cartes « qui se ressemblent ». Il leur demande de « construire des familles ». Le tri par carte est l'occasion de vérifier si le contenu du site correspond à la demande des utilisateurs. L’utilisateur pourra corriger les libellés qu'il ne comprend pas en proposant une autre formulation directement sur la carte. Il pourra également dédoubler une carte afin de la faire apparaître dans différents groupes. L'information correspondante devra donc figurer dans plusieurs rubriques du site généralement par des liens.
3. Dénomination des groupes : Finalement, les participants donnent un nom à chacun des groupes qu’ils viennent de construire. Éventuellement, ils peuvent également décider de regrouper certains groupes pour former un « groupe de groupes » auquel il donne également un nom.

Pour les ateliers individuels, chaque participant fait son tri individuellement. Par la suite, il présente son tri à l’ergonome qui lui fait expliciter ses choix. Pour un atelier collectif, la séance se déroule ainsi :
1. chaque utilisateur classe ses cartes ;
2. les groupes ainsi que les noms sont affichés au tableau ;
3. le groupe échange sur les variations constatées pour parvenir à un consensus ;
4. s’il y a des cartes restantes, le groupe explicitera pourquoi elles n’ont pas été classées et essayera de leur trouver une place dans l’arborescence.

Au cours de la séance, l’animateur reste le plus neutre possible et incite les participants à verbaliser : "Pourquoi avez-vous mis ces cartes ici ? En quoi se ressemblent-elles ?". Les réponses des utilisateurs vont lui permettre de mieux comprendre le modèle mental qu’ils se construisent de l’application. Cette méthode est appelée tri ouvert (ou tri montant) car elle part du contenu pour constituer des groupes. Le tri peut être conduit de manière inverse, en proposant une arborescence prédéfinie, au sein de laquelle les participants doivent placer les cartes présentées. Cette seconde méthode de tri est appelée tri fermé. Elle est généralement employée pour valider une arborescence issue d’un tri ouvert. Il est intéressant de combiner les techniques de tri ouvert et de tri fermé pour trier progressivement un grand nombre de cartes. En effet, il est difficile de conduire une séance de tri avec plus de cent cartes. Dans ce cas, il est préférable de procéder par étapes en construisant a priori des groupes de premier niveau qui seront validés par un tri fermé, puis en conduisant des tris ouverts pour chacun des groupes, de manière à limiter le nombre de cartes à traiter à chaque fois.

### Analyse
L’analyse des résultats du tri par carte consiste à identifier les regroupements les plus fréquemment effectués par les utilisateurs. Pour cela, des logiciels permettent de réaliser un traitement statistique à partir des différentes arborescences issues des séances de tri, comme les dendrogrammes ou les matrices de similarité. Cependant, comme le tri par carte est une méthode qualitative réalisée sur un petit nombre d’utilisateurs, on ne peut pas s’appuyer uniquement sur une analyse statistique. Les logiciels d’analyse doivent aider à l’organisation des informations, mais l’architecture résultant du tri doit également s’appuyer sur les observations réalisées lors des séances de tri. C’est pourquoi il est important d’assister directement aux séances de tri.

### Atelier de fusion
À l'issue de l'analyse, l’ergonome propose aux utilisateurs l’arborescence qu’il a préalablement construite et leur demande d’y mettre les cartes. Il anime un travail d’échange avec un groupe représentatif afin de :
- présenter les résultats des tris précédents ;
- valider avec les participants les points sur lesquels les autres utilisateurs étaient d’accord ;
- travailler avec le groupe sur les points sensibles (divergences, cartes non classées) pour parvenir à un consensus.

## Le tri par cartes à distance
Il existe plusieurs outils pour effectuer la démarche de tri par cartes avec les participants via Internet. Les avantages de cette technique sont de faire participer un plus grand nombre de participants, de faciliter les contributions de chacun et les analyses. Toutefois, les inconvénients inhérents sont l'absence d'échanges entre des participants d'un groupe et de soutien de l'ergonome envers les participants.

## Outils de tri par cartes
- OptimalSort, outil en ligne de tri par cartes
- Userlytics, outil en ligne de tri par cartes
- Websort, outil en ligne de tri par cartes
- SynCaps, logiciel Windows de tri par cartes
- XSort, logiciel Mac OS X de tri par cartes